# Stories: The Path of Destinies
Stories: The Path of Destinies — компьютерная инди-игра, в жанре Action/RPG, разработанная и изданная компанией Spearhead Games в 2016 году на платформах Microsoft Windows и PlayStation 4, а в 2019 году — на Xbox One. Игрок управляет антропоморфным лисом по имени Рейнардо, который является частью сил сопротивления, сражающихся против деспотичного Императора. Игрок управляет Рейнардо от третьего лица, используя комбинацию атак, чтобы побеждать врагов, получать опыт, чтобы разблокировать новые боевые навыки, и создавать новое оружие, которое разблокирует части уровней. Во время своих приключений Рейнардо натыкается на волшебную книгу, которая позволяет ему видеть потенциальные выборы и их результаты, а затем возвращаться и делать другой выбор; однако Рейнардо сохраняет весь опыт и улучшения, полученные к этому моменту, таким образом, имея возможность двигаться по разным путям в этих точках. Цель состоит в том, чтобы найти наилучшую возможную концовку из двадцати четырех, которые заданы в игре.
Следующая игра студии Spearhead Games — Omensight — разворачивается в том же мире и имеет схожую предпосылку, что и Stories: The Path of Destinies.

## Игровой процесс
Stories: The Path of Destinies — ролевая игра в жанре экшн, где игрок контролирует персонажа по имени Рейнардо. Действие игры происходит на плавающих островах, между которыми Рейнардо перемещается с помощью крюка. Во время прохождения встречаются противники, уничтожение которых необходимо для продвижения по игре. Изначально персонаж располагает набором базовых атак и защитных приемов, а с накоплением опыта становятся доступны и более продвинутые техники ведения боя. В случае исчерпания здоровья в ходе боя Рейнардо возрождается на ранее достигнутой контрольной точке, после чего битва повторяется.
Навыки становятся доступны, когда Рейнардо накапливает необходимое количество очков на различных алтарях, расположенных по игровому миру. Сундуки содержат материалы, позволяющие создавать или улучшать один из нескольких типов мечей на верстаке. Эти мечи применяются в бою для повышения эффективности и требуются для открытия определённых дверей на уровне.
На каждом уровне игрок может столкнуться с выбором между несколькими вариантами завершения или с единственным вариантом. В процессе прохождения через повествование ему предлагаются два или три варианта развития сюжета, от которых зависит, какой уровень будет выбран для следующего этапа. В отдельных случаях выбор приводит к немедленному завершению истории, зачастую посредством поимки или гибели Рейнардо. Обычно игрок делает четыре или пять подобных выборов до достижения финального уровня и завершения сюжета. По завершении игры демонстрируется волшебная книга, найденная Рейнардо в начале истории, и показывается, как полученный финал вписывается в общую картину. При этом в метаигре выделены четыре неизменных «истины», а задача игрока — сделать правильный выбор для их открытия.
При повторном прохождении игры с целью обнаружения этих истин Рейнардо сохраняет все полученные улучшения. Это позволяет открывать ранее недоступные области на некоторых уровнях, если у персонажа имеется нужный меч. На этапах выбора игроку показывают, какие решения уже были приняты в предыдущих прохождениях, что позволяет исследовать другие варианты. Сюжетная информация, полученная в ходе прохождения, помогает определить оптимальные варианты выбора. Например, если в одной из сюжетных линий выясняется, что союзник является вражеским агентом, то избегание взаимодействия с этим персонажем может привести к раскрытию одной из «истин». После нахождения всех четырёх истин игрок может, используя полученные знания, выбрать оптимальный путь для победы, однако возможен возврат для изучения других вариантов завершения.

## Сюжет
Действие игры Stories: The Path of Destinies происходит в мире, где обитают антропоморфные животные. События разворачиваются на островах, парящих в воздухе, в стилистике стимпанка. Главным героем является Рейнардо — лис-корсар, который отказался от дальнейших приключений в исполнении последней воли умирающей матери. Однажды его родной город оказывается атакован воронами с развитой мускулатурой, направляемыми Империей во главе с Изенгримом III. Ранее Изенгрим был скромной и застенчивой жабой-ученым, но впоследствии начал жесткую кампанию по поиску древних артефактов и забытых форм магии с целью получения доступа к изгнанным «древним богам», которые когда-то едва не привели к уничтожению мира.
Рейнардо — единственный выживший, которому удалось сбежать из города на своем быстром воздушном корабле с таинственной книгой. Когда Рейнардо читает книгу, он присоединяется к Восстанию против безумного Императора в качестве свободного агента сопротивления и последней линии обороны против могущественной имперской армады Империи.
Рейнардо узнает, что магическая книга даёт ему повествовательное руководство, когда он делает выбор по ходу истории, что обеспечивает путь, который заканчивается результатом, который может быть или не быть выгодным для него. Книга не показывает Рейнардо будущее, застывшее в камне, а показывает возможность того, что могло бы произойти. Например, во время своих многочисленных выборов он узнает, что его лучший друг Лапино, трусливый, глупый кролик-шпион, работающий на Восстание, оказывается предателем, работающим на Империю.
Однако Рейнардо обнаруживает, что женщина-кошка, которую он знал в юности и в которую все еще влюблен, по имени Зенобия, которая является приемной дочерью императора Изенгрима III, а также его лучшим генералом, также испытывает к нему чувства, хотя она находится в противоречии со своей преданностью своему приемному отцу. Рейнардо пробует множество путей и решений, например, использует древние демонические артефакты, которые заставляют его убивать как можно больше людей, будь то друзья или враги, старую магическую технологию, которая оказывается настолько нестабильной, что может уничтожить вселенную, или использует своих верных друзей тем или иным способом, но все они заканчиваются одинаково: Рейнардо умирает, или мир уничтожается в конце и отбрасывается к началу книги.
В конце концов, Рейнардо становится мудрее и опытнее и использует свои знания о прошлом опыте из книги, чтобы победить на этот раз. Он обманывает Лапино, чтобы тот принес ему злой артефакт, который может развратить его и убить императора, что заставит его использовать то же нестабильное магическое оружие, которое может уничтожить Империю. Рейнардо также восстанавливает доверие Зенобии, говоря ей, что Император планирует убить её в качестве жертвы старым богам. Однако планы Рейнардо рушатся, когда он обнаруживает, что Зенобия вырубила Лапино, схватила артефакт, который развращает её, и убила всех в штабе Восстания. Но Рейнардо удается освободить её, наконец признавшись в своей любви к ней, тем самым уничтожив артефакт, потому что он был слаб против настоящей любви.
Рейнардо и Зенобия решают бежать, но за ними быстро следует флот Империи во главе с самим императором, который использует крайне нестабильное магическое оружие в качестве пушки, которая стреляет лучом в воздушный корабль Рейнардо. Затем показано, что Рейнардо и Зенобия одни на воздушном корабле, и вокруг них никого нет, и они продолжают свой полёт к острову Авеллон. Неясно, были ли Император и его флот уничтожены применением оружия (поэтому Рейнардо и Зенобия направляются к настоящему острову Авеллон), или луч уничтожил воздушный корабль Рейнардо и убил его и Зенобию, возможно, вместе с Императором и его флотом (поэтому Рейнардо и Зенобия направлялись к острову Авеллон, что означает место упокоения в загробной жизни).

## Отзывы, награды и продажи
| Сводный рейтинг    | Сводный рейтинг |
| Агрегатор          | Оценка          |
| ------------------ | --------------- |
| GameRankings       | 75,71 %         |
| Metacritic         | 73/100          |
| Иноязычные издания |                 |
| Издание            | Оценка          |
| Game Informer      | 7,75/10         |

Игра получила смешанные отзывы на платформах PS4 и PC, а на Xbox One — преимущественно положительные отзывы. На сайте-агрегаторе Metacritic средняя оценка игры составляет 73 из 100 на основе 42 обзоров для платформы PS4, 74 из 100 на основе 8 обзоров для платформы PC, 78 из 100 на основе 4 обзоров для платформы Xbox One.
Концепция игры, сочетающей особенности экшн-ролевых игр с элементами книг «Выбери своё приключение», изначально воспринималась позитивно, а игровой процесс сравнивали с Bastion и Star Fox. В то же время критики отмечали, что система боя, несмотря на плавность, напоминающую Batman: Arkham Asylum, характеризуется однообразностью из-за ограниченного разнообразия типов врагов и набора приемов, доступных Рейнардо. Кроме того, необходимость прохождения игры несколько раз для достижения оптимального финала дополнительно указывает на ограниченные возможности в сражениях, что снижает общую привлекательность.
Stories: The Path of Destinies была названа лучшей игрой для ПК и лучшей инди-игрой на церемонии вручения наград Canadian Videogame Awards 2016.
Летом 2018 года, благодаря уязвимости в защите Steam Web API, стало известно, что точное количество пользователей сервиса Steam, которые играли в игру хотя бы один раз, составляет 660 285 человек.